# Baranovicsi terület
Baranovicsi terület (Барановичская Область) – A Belorusz SZSZK közigazgatási egysége volt 1939–1954 között. Székhelye Baranovicsi volt. Területe 1939 előtt Lengyelországhoz tartozott. 1944-ig a következő járások (25) tartoztak hozzá (a dőlt betűvel jelzett járásokat az 1956–1962 közötti közigazgatási átszervezések során megszüntették):
- Baranovicsi járás
- Bitenyi járás
- Gyatlovói járás
- Ivenyeci járás
- Ivjei járás
- Juratyiski járás
- Klecki járás
- Korelicsi járás
- Kozlovscsinai járás
- Lidai járás
- Ljahovicsi járás
- Ljubcsai járás
- Miri járás
- Moszti járás
- Novogrudoki járás
- Nyeszvizsi járás
- Radunyi járás
- Scsucsini járás
- Szlonyimi járás
- Sztolbci járás
- Vasziliski járás
- Volozsini járás
- Voronovói járás
- Zelvai járás
- Zseludoki járás

1944 szeptemberében a terület nyugati járásait (Zelvai, Szlonyimi, Moszti, Scsucsini, Vasziliski, Radunyi, Zseludoki, Radunyi, Voronovói) az újonnan létrejött Grodnói területhez csatolták, az Ivjei, Juratyiski és Volozsini járásokat pedig a Mologyecsnói területhez. Az oblaszty területe 13,7 ezer km² maradt 1954. január 8-áig, amikor megszüntették és területét felosztották a Minszki (Nyeszvizsi, Klecki, Sztolbci), a Mologyecsnói (Ivenyeci járás), a Grodnói (Ljubcsai, Novogrudoki, Novojelnyai, Kozlovscsinai, Szlonyimi, Korelicsi, Miri járás) és a Breszti terület (Baranovicsi, Bityenyi, Ljahovicsi járás) között.